# Кунгсбака
Кунгсбака (швед. Kungsbacka) град је у Шведској, у југозападном делу државе. Град је у оквиру Халандског округа, где је једно од главних средишта округа. Кунгсбака је истовремено и седиште истоимене општине.
Кунгсбака је јужно предграђе другог по величини града у Шведској, Гетеборга (удаљеног 30 км северно).

## Природни услови
Кунгсбака се налази у југозападном делу Шведске и Скандинавског полуострва. Од главног града државе, Стокхолма, град је удаљен 490 км југозападно. 
Рељеф: Кунгсбака се сместио близу источне обале Категата, дела Северног мора. Градско подручје је бреговито, а надморска висина се креће 5-40 м.
Клима у Кунгсбаки је континентална са утицајем мора и крајњих огранака Голфске струје. Стога су зиме блаже, а лета свежија у односу на дату географску ширину.
Воде: Кунгсбака се образовала на близу ушћу речице Хеде у Категата, залива Северног мора. Обала у овом делу је песковита, што погодује развоју туризма у околини.

## Историја
Кунгсбака се први пут помиње у 15. веку. Током првих векова настанка насеље било у подручју укрштања интереса Шведске, Данске и Норвешке, па је вишње пута мењало господара.
После споразума у Роскилдеу 1658. године Шведска добија подручја на данашњем југу државе, па се Кунгсбака коначно припаја Шведској.
Све до средине 20. века Кунгсбака је мало насеље. Међутим, ширењем градског подручја Гетеборга насеље постаје његово предграђе, што доводи до општег развоја и наглог пораста броја становника.

## Становништво
Кунгсбака је данас град средње величине за шведске услове. Град има око 19.000 становника (податак из 2010. г.), а градско подручје, тј. истоимена општина има око 76.000 становника (податак из 2012. г.). Последњих деценија број становника у граду брзо расте.
До средине 20. века Кунгсбаку су насељавали искључиво етнички Швеђани. Међутим, са јачањем усељавања у Шведску, становништво града је постало шароликије, али опет мање него у случају већих градова у држави.

## Привреда
Данас је Кунгсбака савремени град са посебно развијеном индустријом. Последње две деценије посебно се развијају трговина, услуге и туризам.

## Збирка слика
- Стари део Кунгсбаке
- Градска пошта
- Главна градска црква
- приобаље Кунгсбаке